# 第34SS義勇擲弾兵師団

第34SS義勇擲弾兵師団「ラントシュトーム ネーダーラント」の師団章

第34SS義勇擲弾兵師団 「ラントシュトーム ネーダーラント」（オランダ第2）（だい34SSぎゆうてきだんへいしだん―、独: 34. SS-Freiwilligen-Grenadier-Division "Landstorm Nederland" (niederländische Nr. 2)）は、1945年2月に SS義勇擲弾兵旅団 「ラントシュトーム ネーダーラント」 (SS-Freiwilligen-Grenadier-Brigade "Landstorm Nederland") から師団に格上げされたオランダ人義勇兵部隊である。しかし実戦力は旅団規模を超えることはなかった。大戦中は西部戦線で戦った。

## 設立と歴史
第4SS装甲擲弾兵旅団「ネーダーラント」の編成に成功した後、第2のオランダ人部隊の編成案が浮かび上がった。メンバーは、オランダのファシズム政党である民族社会主義運動(Nationaal-Socialistische Beweging,NSB)から選ばれ、その指導者アントン・ミュッセルトとその仲間が参加した。
この母体となったのが1940年、オランダの総督(Reichskomissar)であるアルトゥル・ザイス＝インクヴァルト承認の元編成された「ラントヴァハト ニーダーランデ」(独：Landwacht Niederlande、祖国防衛隊オランダの意)である。ラントヴァハトは、NSBの隼軍事的な警察部隊として、ユダヤ人、共産主義者など、インクヴァルトやNSBにとって不都合なグループの摘発を行なっていった。
1943年12月12日、上述のように武装親衛隊はオランダ人の義勇連隊の形成を命令し、第1SS擲弾兵連隊「ラントヴァハト ニーダーランデ」(SS-Grenadier-Regiment 1 "Landwacht Niederlande")を形成した。ネーダーラント旅団と異なり、この部隊の任務は、祖国防衛専用の部隊とされていたため、召集に応じた者には遠い東部戦線での激戦に投入されるという恐怖はもたず、むしろ仕事、お金、食料、軍需工場での強制作業からの解放を願っていた者が多かった。加えて連隊は正式なSSの一部ではなく、陸軍の伝統的な制服を使用し、制服にはSSのルーン文字は存在しなかった。
1943年10月16日、連隊の名前は、第1SS擲弾兵連隊「ラントシュトーム・ネーダーラント」(SS-Grenadier-Regiment 1 "Landstorm Nederland")に変更された。ラントシュトームは国民軍や市民軍を意味する。このとき、連隊の人員は2400人で、ミューセルトは、この部隊が新しいオランダ軍の基礎となるオランダの親衛隊と考え非常に喜ばしく感じていた。しかし、オランダのSSと警察の長官であるハンス・アルビン・ラウターは、NSBをSSの支配下に置く予定であった。この「ネーダーラント」と「ラントシュトーム」はそのための第一歩であった。

## オランダ・ベルギーでの戦闘(マーケット・ガーデン作戦)
連合軍のノルマンディー上陸後、バーナード・モントゴメリー元帥の第21軍団は、ドイツに向かって英仏海峡沿いに進軍していた。9月の頭、「ラントシュトーム」の2つの大隊が、ベルギーの前線に送られた。部隊は、メルクセンとハッセルトの近傍のアルバート運河を守ることを任務とした。貧弱な武装と不十分な経験しかなかった部隊は、自由オランダ軍の王立オランダ「イレーネ王女」(Koninklijke Nederlandse Brigade "Prinses Irene")旅団との戦闘で、すぐに撤退することとなった。
9月17日モントゴメリーはマーケット・ガーデン作戦を発動した。この作戦は、オランダの東よりにあるアルンヘムにあるライン川の橋を空挺部隊により確保すると言うものであった。そのころラントシュトームの第3大隊は、フーゲーフェーンの近くで訓練と再編制中であり、完了した部隊は第9SS装甲師団「ホーエンシュタウフェン」指揮下にあった。ホーヘンシュタウフェン師団はアルンヘムのイギリス第1空挺師団に対して戦闘を行なったが、オランダの義勇兵の戦闘能力に対する疑問から、当初ホーエンシュタウフェン師団司令部は、ラントシュトーム大隊を投入しなかった。9月21日になってラントシュトーム第3大隊がアルンヘム-ナイメーヘン間のハイウェイ(島として知られている)のエルストの近郊に投入された。数日間、町を巡っての戦闘が行われたが、ラントシュトームはイギリス第43師団に撃破され、9月25日には前線から引き抜かれた。

## 旅団から師団、最後の戦闘
11月1日、ラントシュトームは、SS義勇擲弾兵旅団 「ラントシュトーム ネーダーランド」に再編成された。3つの大隊は、第83SS義勇擲弾兵連隊（SS-Freiwilligen-Regiment 83 "Landstorm Nederland"）に、SS警備大隊「ノルトヴェスト」(SS-Wachbataillon "Nordwest")が第84SS義勇擲弾兵連隊に編成された。新しい人員の多くは、NSBの青年組織であるユートシュトーム」(Jeugdstorm)のメンバーであった。短時間で再編成を行い、ラントシュトームはヴァールとライン川の近くでの防衛を行なった。
1945年2月10日、ラントシュトームは再度その名称を変更した。第34SS義勇擲弾兵師団「ラントシュトーム　ネーダーランド」(34. SS-Freiwilligen-Grenadier-Division "Landstorm Nederland")である。この名称変更にもかかわらず、実質的な戦力は2線級の旅団のままであった。師団は、第7降下猟兵連隊に代わり、ベツヴェとレーネンの間のライン川流域を守る命令を受けた。進撃を困難にさせるため人工的な氾濫を起こした上で、師団は、王立オランダ「イレーネ王女」旅団とイギリス第48師団、カナダ軍の混成部隊と対決した。だが師団の士気は低く、特に同国人（一部将兵の親類すらいた）で構成される王立オランダ軍との戦闘をためらう者が多かったという。
それにもかかわらず、師団はよく戦い、ゼッテンの近くで防衛線をよく確保した。しかし戦闘の連続は部隊の指揮を阻喪させ、ついにはドイツ人指揮官を暗殺し連合軍に降伏しようという計画まで立てられた。これについては事前に計画が漏れてしまい、責任者は軍法会議において銃殺刑となった。戦争が終盤に近づくにつれ、いよいよ部隊の士気、規律は失われていきついには市民への略奪、暴行に及び始める。特に第84SS義勇擲弾兵連隊は、あきらかな虐殺に関与していた。師団は最終的にオスタービーク近郊で1945年5月5日に降伏した。
一部の狂気に駆られた兵はヴィーネンダールの村で5月9日までオランダのレジスタンス部隊 (Binnenlandse Strijdkrachten)と戦闘をし、イギリス第49師団に降伏をした。
内通者により、生存者のほとんどは収監され、一部は報復のため殺された。

## 作戦地域
- 1944/05 - 1945/05 オランダ

## 部隊編成と指揮官
騎士鉄十字章受章者数：？

構成人種：オランダ人

### 部隊名の変遷
- SS第1擲弾兵連隊 「ラントヴァハト ニーダーランデ」 (SS-Grenadier-Regiment 1 "Landwacht Niederlande" )
- SS第1擲弾兵連隊　「ラントシュトーム ネーダーラント」 (SS-Grenadier-Regiment 1 "Landstorm Nederland")
- SS義勇擲弾兵旅団 (SS-Freiwilligen-Grenadier-Brigade "Landstorm Nederland")
- SS第34義勇擲弾兵師団 「ラントシュトーム ネーダーラント」 (34. SS-Freiwilligen-Grenadier-Division "Landstorm Nederland")

### 指揮官
- 1943/05/11 - 1944/04/01   SS上級大佐 ヴィクター・ナップ(Viktor Knapp)
- 1944/04/01 - 1944/11/05 SS中佐 ドイアハイト(Deurheit)
- 1944/11/05 - 1945/05/08 SS大佐 マルティン・コールローザー (Martin Kohlroser)

## 戦闘序列
- 1945年
  - 第83SS義勇擲弾兵連隊(オランダ第3) (SS-Freiwilligen-Grenadier-Regiment 83 (Niederlandische Nr.3) )
  - 第84SS義勇擲弾兵連隊(オランダ第4) (SS-Freiwilligen-Grenadier-Regiment 84 (Niederlandische Nr.4) )
  - 第60SS砲兵連隊 (SS-Artillerie-Regiment 60)
  - 第60SS装甲猟兵大隊 (SS-Panzerjäger-Abteilung 60)
  - 第60SS対空砲大隊 (SS-Flak-Abteilung 60)
  - 第60SS野戦補充大隊 (SS-Feldersatz-Battalion 60)
  - 第60SS工兵中隊 (SS-Pionier-Kompanie 60)
  - 第60SS通信中隊 (SS-Nachrichten-Kompanie 60)